# Ашинский район
Аши́нский райо́н — административно-территориальная единица (район) и одноимённое муниципальное образование (муниципальный район) в Челябинской области России.
Официальное название административного района: город Аша и Ашинский район.
Административный центр — город Аша (имеет статус города с территориальным районом).

## География
Находится на западе Челябинской области. Граничит с Республикой Башкортостан. Площадь района 2 792 км², из которых на сельскохозяйственные угодья приходится 35,9 тыс. га.

## История
Возник 12 ноября 1960 года в результате переименования Миньярского района и переноса районного центра в Ашу. 21 декабря 1995 года на территории района был упразднен Волковский сельсовет.

## Население
| 1989    | 2002    | 2005    | 2006    | 2007    | 2008    | 2009    |
| ------- | ------- | ------- | ------- | ------- | ------- | ------- |
| 81 608  | ↘70 971 | ↘68 637 | ↘67 663 | ↘66 980 | ↘66 440 | ↘65 488 |
| 2010    | 2011    | 2012    | 2013    | 2014    | 2015    | 2016    |
| ↘64 779 | ↘64 620 | ↘63 898 | ↘62 969 | ↘61 834 | ↘61 144 | ↘60 427 |
| 2017    | 2018    | 2019    | 2020    | 2021    | 2023    |         |
| ↘59 828 | ↘58 927 | ↘57 977 | ↘57 432 | ↘56 008 | ↘54 979 |         |

### Национальный состав
По Всероссийской переписи 2010 года: русские (81,6 %), татары (8,6 %), башкиры (6,3 %), марийцы (1 %), прочие (2,5 %).

## Территориальное устройство
Ашинский район, как административно-территориальная единица, делится на 5 сельсоветов, 1 город областного подчинения, 2 города районного значения и 1 рабочий посёлок (посёлок городского типа) с подчинёнными им населёнными пунктами. Ашинский муниципальный район, в рамках организации местного самоуправления, включает 9 муниципальных образований, в том числе 5 сельских поселений и 4 городских поселения:
| № | Муниципальное образование        | Административный центр    | Количество населённых пунктов | Население (чел.) | Площадь (км²) |
| - | -------------------------------- | ------------------------- | ----------------------------- | ---------------- | ------------- |
| 1 | Ашинское городское поселение     | город Аша                 | 1                             | ↘27 442          | 549,32        |
| 2 | Кропачёвское городское поселение | рабочий посёлок Кропачёво | 1                             | ↘4211            | 25,72         |
| 3 | Миньярское городское поселение   | город Миньяр              | 2                             | ↘8468            | 420,70        |
| 4 | Симское городское поселение      | город Сим                 | 3                             | ↘12 611          | 506,82        |
| 5 | Биянское сельское поселение      | село Биянка               | 1                             | ↘106             | 262,41        |
| 6 | Еральское сельское поселение     | село Ерал                 | 3                             | ↘393             | 221,07        |
| 7 | Илекское сельское поселение      | село Илек                 | 2                             | ↘123             | 192,54        |
| 8 | Точильнинское сельское поселение | посёлок Точильный         | 3                             | ↘106             | 99,26         |
| 9 | Укское сельское поселение        | посёлок Ук                | 9                             | ↘1519            | 514,10        |

### Населённые пункты
В районе 25 населённых пунктов.
| №  | Населённый пункт | Тип              | Население | Муниципальное образование        |
| -- | ---------------- | ---------------- | --------- | -------------------------------- |
| 1  | Абдулка          | посёлок          | ↘12       | Точильнинское сельское поселение |
| 2  | Аша              | город            | ↘27 442   | Ашинское городское поселение     |
| 3  | Биянка           | село             | ↘117      | Биянское сельское поселение      |
| 4  | Виляй            | посёлок          | ↘0        | Укское сельское поселение        |
| 5  | Волково          | посёлок          | ↘106      | Миньярское городское поселение   |
| 6  | Ерал             | посёлок ж.д. ст. | ↘15       | Еральское сельское поселение     |
| 7  | Ерал             | село             | ↘572      | Еральское сельское поселение     |
| 8  | Илек             | село             | ↘81       | Илекское сельское поселение      |
| 9  | Караганка        | посёлок          | ↘58       | Симское городское поселение      |
| 10 | Колослейка       | посёлок          | ↘23       | Симское городское поселение      |
| 11 | Кропачёво        | рабочий посёлок  | ↘4211     | Кропачёвское городское поселение |
| 12 | Малояз           | село             | ↘131      | Илекское сельское поселение      |
| 13 | Миньяр           | город            | ↘8364     | Миньярское городское поселение   |
| 14 | Муратовка        | село             | ↘141      | Еральское сельское поселение     |
| 15 | Мясниково        | посёлок          | →1        | Укское сельское поселение        |
| 16 | Новозаречный     | посёлок          | ↘196      | Укское сельское поселение        |
| 17 | Новострой        | посёлок          | ↘39       | Укское сельское поселение        |
| 18 | Первомайский     | посёлок          | ↗10       | Точильнинское сельское поселение |
| 19 | Санга            | посёлок          | ↘26       | Укское сельское поселение        |
| 20 | Сим              | город            | ↘12 569   | Симское городское поселение      |
| 21 | Сухая Атя        | посёлок          | ↘154      | Укское сельское поселение        |
| 22 | Точильный        | посёлок          | ↘168      | Точильнинское сельское поселение |
| 23 | Ук               | посёлок          | ↘1094     | Укское сельское поселение        |
| 24 | Усть-Курышка     | посёлок          | ↘150      | Укское сельское поселение        |
| 25 | Чувашский Пруд   | посёлок          | ↘8        | Укское сельское поселение        |

По состоянию на 1966 год в Ашинском районе было 52 населённых пунктов. Часть из них была упразднена впоследствии, некоторые посёлки вошли в состав городов.
- 1961 г. — Симская включен в состав г. Сим;
- 1966 г. — Байдашка, Вершины Миньяра, Жёлтый, Пахомов, Чехлы;
- 1968 г. — Горелое, Курышка, Лемезинский, Мутолапский, Покосный, Тангел, Топорки, Трамшак, Усть-Ущелок, Хлебный, Шашкин, Шестипросечный;
- 1978 г. — Базуев;
- 1979 г. — Биянский Мост;
- 1982 г. — Гремячка;
- 1985 г. — Новошалашово;
- 1992 г. — Голодный;
- 1995 г. — Решетово.

## Достопримечательности
В селе Илек расположена церковь Сретения Господня (1820-е годы), памятник архитектуры.

## Фотогалерея

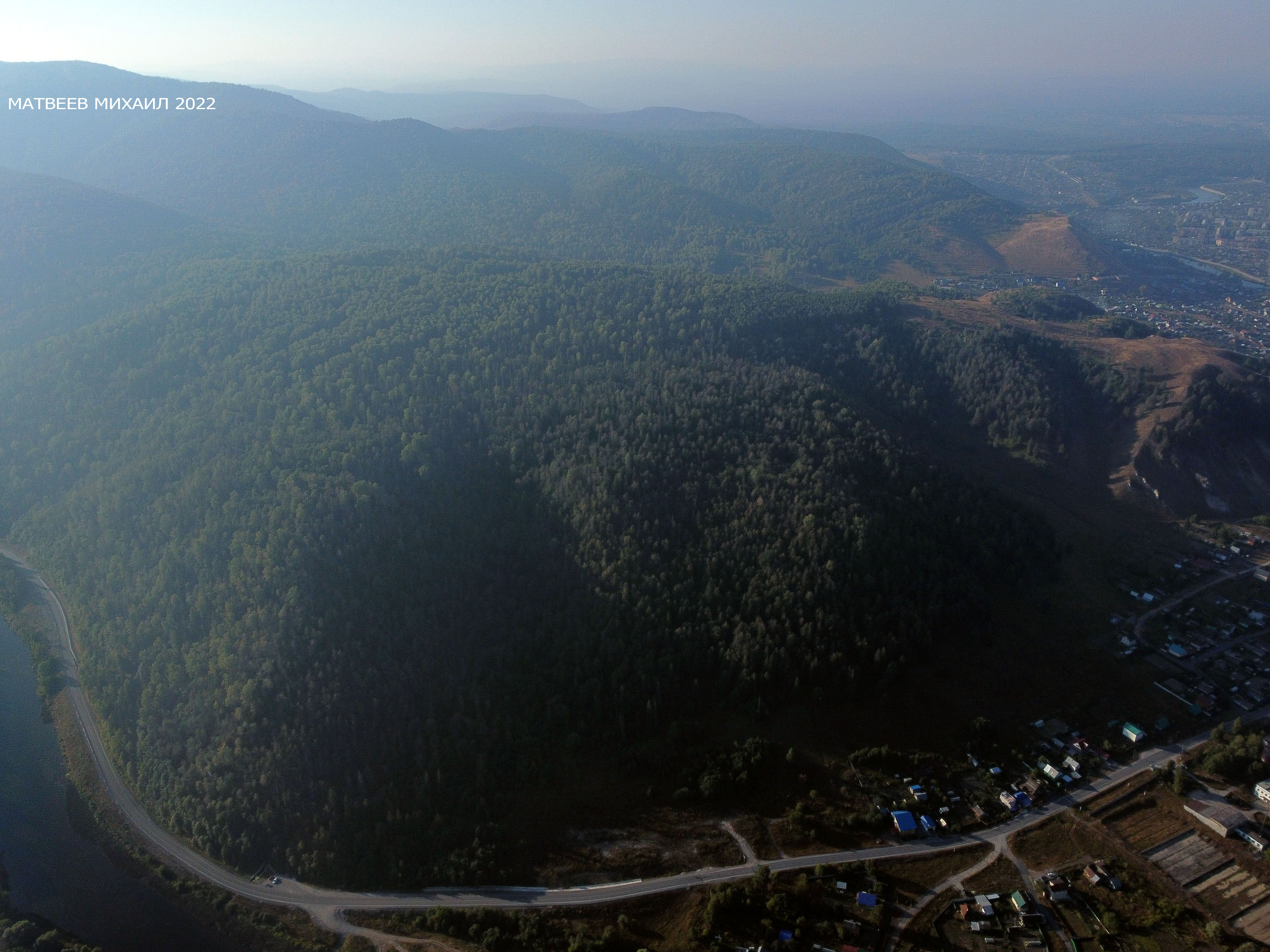
Окрестности Аши, 2022
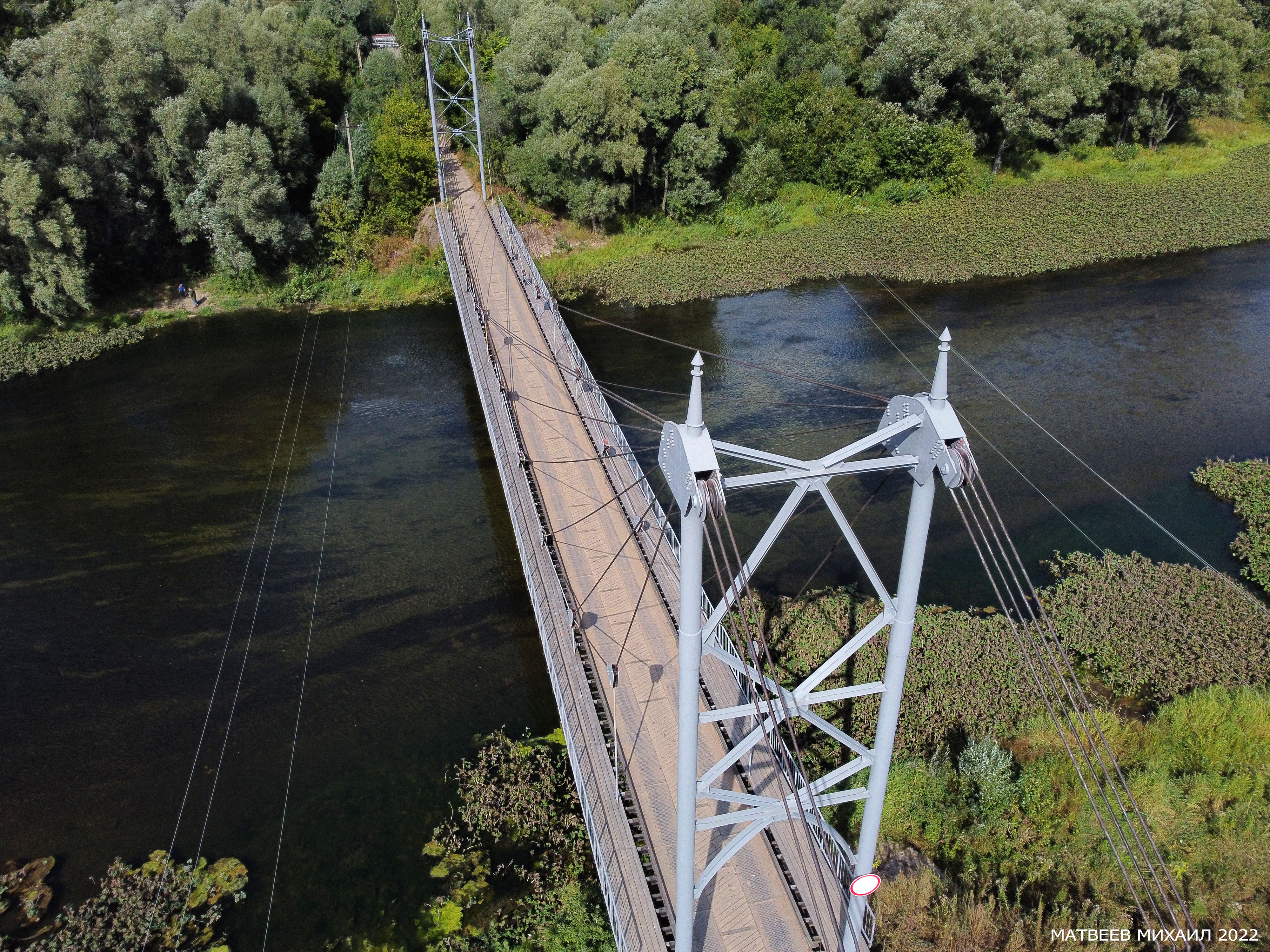
Мост через реку Сим в Аше, 2022
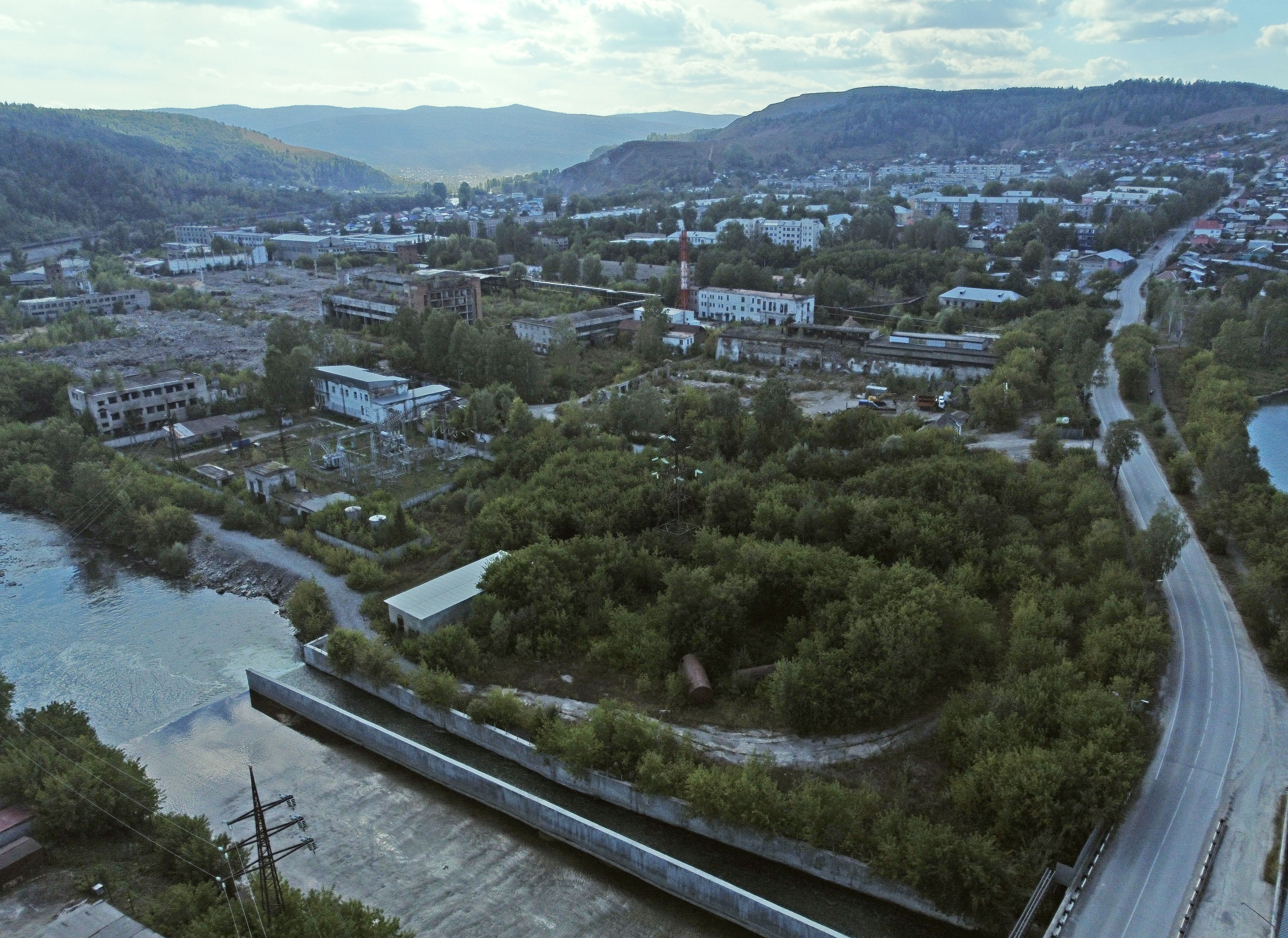
Миньяр, 2022